# Slaget ved Frigidus
I Slaget ved Frigidus 5./6. september 394 sejrede den østromerske kejser Theodosius I. over sine vestromerske rivaler Arbogast og Eugenius, som begge døde. Slaget er et af de store i Romerrigets historie og betød tillige kristendommens endelige sejr over de gamle romerske religioner. Kampen blev ført med stor heftighed og regnes for et af de blodigste i oldtiden.